# Xylariales
Xylariales es un orden de hongos de la clase Sordariomycetes (también conocida como Pyrenomycetes), subdivisión Pezizomycotina, división Ascomycota. Es el único orden de la subclase Xylariomycetidae.
Los Xylariales se caracterizan por poseer bien desarrollados estromas, ascomatas periteciales (mayormente globosos), superficiales o inmersos en un estroma; ascos cilíndricos con estructura amiloide apical, con forma desde un simple disco a complejos sistemas anulares, típicamente con ascoporas marrones y poros germinales, e hifomicetes holoblásticos anamorfos (Barr, 1990; Whalley, 1996; Thienhirun & Whalley, 2004). 
Sus miembros son mayormente habitantes de madera, pero pueden estar en estiércol de animales, frutos, hojas, broza, semillas, suelo o asociadas con insectos (Rogers, 1979, 1985, 2000; Whalley, 1985). Su distribución, aunque cosmopolita, está muy ben representada en plantas tropicales hospedantes, y muchas veces como endófitas (Petrini & Petrini, 1985; Davis et al., 2003; Thienhirun & Whalley, 2004). 
Nannfeldt (1932) fue el primer taxónomo en clasificarlos. Incluye seis familias dentro de las Xylariales — Diatrypaceae, Hypocreaceae, Hyponectriaceae, Lasiosphaeriaceae, Polystigmataceae (Phyllachoraceae) y Xylariaceae, con la última familia designada como familia tipo. . 
Barr (1990), en su Pródomo de los miembros no liquenizados pirenomicetos de la Clase Hymenoascomycetes, provee un muy ancho concepto de las Xylariales, aceptando 11 familias — Acrospermaceae, Amphisphaeriaceae, Boliniaceae, Clypeosphaeriaceae, Diatrypaceae, Hyponectriaceae, Melogrammataceae, Phyllachoraceae, Thyridiaceae, Trichosphaeriacae, Xylariaceae. 
Con la introducción de la taxonomía molecular, las familias filogenéticamente no relacionadas se han removido gradualmente de las Xylariales a sus respectivos órdenes, y ha habido un ligero progreso en delimitar familias en los 1990s, aún antes de la aparición de los estudios moleculares enfocados en Xylariales (Berbee & Taylor, 1992; Rehner & Samuels, 1995; Spatafora et al., 1998). No fue hasta Kang et al. (1998, 1999a,b,c,d, 2002) y Jeewon (2002), enfocadas en Amphisphaeriaceae y las familias relacionadas, que la filogenia de Xylariales ha sido efectivamente revisada. El último estudio conducido por Smith et al. (2003), muestra que Xylariales consiste en siete familias: Amphisphaeriaceae, Apiosporaceae, Clypeosphaeriaceae, Diatrypaceae, Graphostomataceae, Hyponectriaceae & Xylariaceae.